# ماري دي بريميو
ماري دي بريميو (ولدت في نحو عام 1550، ميغن، شمال برابنت، توفيت في لياج، 18 أبريل 1605)، هي امرأة نبيلة من الفلمنك مشهورة بمعرفتها بعلم النبات والبستنة. ورثت ألقابها من عمها، شارل دي بريميو، كونت ميغم، عندما توفي عام 1572، لتصبح كونتيسة ميغم. رفعها زواجها الثاني من تشارلز الثالث عام 1580، أمير شيماي، إلى رتبة أميرة.

## حياتها

### عائلتها وحياتها الشخصية
كانت الأميرة ماري دي بريميو من شيماي ابنة أخ تشارلز دي بريميو، كونت ميغم (1556-1572). كان عمها من جهة والدها وورثت ألقابه عندما مات بدون أحفاد مباشرين. أصبحت بذلك، كونتيسة ميغم، من بين ألقاب أخرى. ولدت عام 1550 في ميغن (ميغم)، وهي بلدة صغيرة على نهر الميز، في دوقية برابنت، هابسبورغ هولندا (حاليًا في مقاطعة شمال برابانت، هولندا). كانت الابنة الصغرى لجورج دي بريميو، لورد كويريو (توفي نحو عام 1572)، شقيق تشارلز الأصغر، من زوجته الثانية، آنا فان فالثهاوزن؛ كانت أختها الكبرى مارغريت دي بريميو. أمضت معظم بداية حياتها في ميكيلين، حيث كان لعائلتها منزل كبير خلف قاعة الأقمشة. طورت اهتمامًا بالحدائق والنباتات منذ بداية حياتها، وفي فبراير 1571 أرسلت رسالة ومواد نباتية من مدينة أنتويرب إلى عالم النبات كارولوس كلوسيوس في ميكلين، الذي التقت به مؤخرًا هناك، مشيرةً فيها إلى أنها أنشأت بالفعل حديقة في أنتويرب. تحدث عالم نبات آخر هو ماتيوس لوبيليوس، أيضًا عن حديقتها في أنتويرب.

### الزواج
كان زواجها الأول، قبل فترة قصيرة من نهاية يناير 1572، في ميغن، من لانسلوت دي بيرلايمونت، لورد بوراينغ (حوالي 1550-1578)، والابن الثاني لتشارلز دي بيرلايمونت، الذي نصب نفسه كونت ميغم بسبب أحقية زوجته. كان والده شخصية مشهورة مهمة في هولندا، حيث كان مستشارًا لمارغريت بارما، حاكمة هولندا (1559-1567). دعم بصفته زميلًا كاثوليكيًا، آل هابسبورغ الإسبان في كفاحهم ضد المتمردين الشماليين بعد الثورة الهولندية عام 1568. قاتل منذ عام 1570 كقائد في عدد من الحملات، وعين حاكمًا لقلعة شارلمونت في جيفيت. توفي هو ووالده في عام 1578 أثناء حصار فيليبفيل. أنجبت طفلان من هذا الزواج، توفي كلاهما في سن الطفولة.
بعد وفاة زوجها الأول، اتبعت الكالفينية، لكنها تزوجت مرة أخرى إلى عائلة نبيلة كاثوليكية أخرى، هذه المرة من رتبة أعلى. في 3 سبتمبر 1580، تزوجت في آخن من تشارلز الثالث دي كروي (1560-1612)، أمير شيماي، في سن العشرين ويصغرها بعشر سنوات. أقنعت زوجها بالتحول إلى البروتستانتية. في 12 يونيو 1582، أجبر الزوجان على الفرار من لياج، بسبب اضطهاد البروتستانت، ووصلوا في النهاية إلى معقل سيدان البروتستانتي، حيث عثرا على ملجأ مع فرانسوا دي بوربون، أخت شارلوت دي بوربون، زوجة فيليم الأول أمير أوراني. اعتنق تشارلز رسميًا البروتستانتية في سيدان. من هناك انتقل الزوجان إلى كاليه، فليسينغن، وأخيرًا أنتويرب، حيث انضما إلى فيليم الأول. انفصلت ماري دي بريميو عن زوجها عام 1584، عندما عاد إلى الكاثوليكية. عندما انفصلا في 13 سبتمبر 1584، حكم لها البرلمان العام بالحق في جميع ممتلكاتها، لكن ذلك أدى إلى إجراءات قانونية مطولة. أقامت منذ عام 1584 في عدد من المدن الهولندية، بما في ذلك ميدلبورغ، دلفت، أوتريخت، لايدن و لاهاي. عاشت حياة مستقلة للغاية كامرأة ثرية، على الرغم من أن زوجها المنفصل حاول دون جدوى تسميمها في عام 1586. كان وضعها جيدًا مع إيرل ليستر، الذي عينته إليزابيث الأولى حاكمًا عامًا للمقاطعات المتحدة في هولندا (1585-1587)، وأتباعه، بمن فيهم آنا فالبورخيس فان نيوينير.

### حياة العزوبية
أمضت الكثير من وقتها في الصيد وزرعت حدائقها ونباتاتها الخاصة. وضعتها مكانة عائلتها في أعلى دائرة من طبقة النبلاء في جنوب هولندا، لكنها قضت معظم حياتها في شمال هولندا. في عام 1593، طلب منها البرلمان العام أن تنتقل إلى لاهاي لتكون أقرب إلى المحكمة. استمرت الجهود لتحقيق المصالحة بينها وبين زوجها، وتم التوصل إلى اتفاق في عام 1600، عادت بموجبه إلى الجنوب، واستقرت في لياج، حيث أنشأت أيضًا حديقة. قضت سنواتها الأخيرة في حالة صحية سيئة، وعلى الرغم من ترددها على المنتجعات الصحية، توفيت في لياج عام 1605 عن عمر يناهز 55 عامًا، ودفنت في الكنيسة في ميغن.

### الحياة والتواريخ
ولدت ماري دي بروميو في عائلة أرستقراطية كاثوليكية ناطقة بالفرنسية، عائلة ميغم، في دوقية برابانت، التي كانت واحدة من سبعة عشر مقاطعة في هابسبورغ هولندا. كانت عائلتها من أتباع دوقات بورغوندي المخلصين الذين كانوا حكام الدوقية، وفي وقت ولادتها، كان الدوق هو تشارلز الثاني (الإمبراطور تشارلز الخامس). قبل بلوغها سن الرشد، خلف فيليب الثاني والده وغرقت هولندا بالاضطرابات خلال الثورة الهولندية. كانت الكالفينية تزداد انتشارًا، وأصبحت السلطات قمعية بشكل متزايد، حيث افتتحت محاكم تفتيش محلية. بعد فترة وجيزة من زواجها الثاني، أعلنت المقاطعات الشمالية استقلالها باسم الجمهورية الهولندية (1581-1795) وتم تقسيم دوقية برابانت بين الجانبين، وكانت ميغن جزءًا من الجمهورية البروتستانتية الجديدة.
عاشت حياتها وعملها خلال فترة مضطربة في البلدان المنخفضة، حرب الثمانين عامًا (1568-1648)، ولكن كانت أيضًا فترة تطور فكري كبير في مجال علم النبات، يشار إليه باسم عصر النهضة النباتية. كان علم النبات أيضًا أحد المجالات القليلة في ذلك الوقت التي يمكن فيها للرجال والنساء المشاركة، ويمكن الاعتراف بالنساء كخبيرات.

## العمل
اشتهرت بمساهماتها في علم النبات والبستنة، وكانت عضوًا في الشبكة العلمية لكارولوس كلوسيوس منذ تعرفها عليه في ميكلين في سبعينيات القرن السادس عشر. تشكل مراسلاتهم، التي تم الحفاظ على 27 رسالة منها، مصدرًا قيمًا للمعلومات المتعلقة بمعارف علم النبات في ذلك الوقت. على الرغم من الاختلاف في وضعهم الاجتماعي، كانت ماري دي بريميو أقرب صديقة لكلوسيوس تقريبًا لمدى الحياة، وذكرته أن يوستوس ليبسيوس أطلق عليه لقب «أب جميع الحدائق الجميلة في هذا البلد». طورت خبرة في البستنة وإنشاء الحدائق التي جذبت اهتمامًا كبيرًا من جميع أنحاء جنوب وشمال هولندا، وكانت مثالًا للفلسفات الفكرية والإنسانية في الجمهورية الهولندية في ذلك الوقت، حيث يمكن فيها تقدير الجمال في حد ذاته.
في عام 1590، عندما انتقلت إلى لايدن، عاشت في منزل بجوار هورتوس بوتانيكوس من جامعة لايدن، حيث تولى كلوسيوس منصبه كمحافظ وأستاذ في عام 1593. بالإضافة إلى كلوسيوس، شكلت ارتباطات مع علماء آخرين مثل ليبسيوس والعديد من النبيلات المتشابهات في التفكير، بمن فيهم أختها، لويز دي كوليغني (أرملة فيليم الأول)، والسيدة بريديرود، والسيدة ماتينيس، والسيدة ديفرسن وآن دي لالينغ، أرملة فيليم دي هيرتينغ، سيد ماركيت. كانت العديد من هؤلاء النساء أيضًا مراسلات لكلوسيوس، ويتشاركن الاهتمام بعلم النبات بغض النظر عن الاختلاف الديني. استخدمت نفوذها في المحكمة وفي دوائر جامعة لايدن، من بين أمور أخرى، لتأمين منصب لكلوسيوس في لايدن. زرعت في حديقتها في لايدن، أنواع مختلفة من زهور التوليب والنباتات الغريبة الأخرى. بعد أن انتقلت خارج لايدن، واصلت مراسلاتها مع كلوسيوس وتبادلوا النباتات. لاحظ علماء النبات الآخرون عملها، مثل ماتيوس لوبيليوس، الذي أشار إليها في كتابه كرودتبوك (1581) كواحدة من أهم مزارعي الخزامى الفلمنكيين. قدم لها لوبيليوس دليلًا يمكنها من خلاله طلب النباتات من بريطانيا. جعلتها حياتها الدبلوماسية والسياسية تشارك في الثورة الهولندية بعد زواجها الأول.